# Tom Morrison (Fußballspieler)
Thomas Kelly „Tom“ Morrison (* 21. Juli 1904 in Crookedholm, Kilmarnock; † 17. März 1980 in Bedford) war ein schottischer Fußballspieler. Als rechter Außenläufer gewann er zunächst mit dem FC St. Mirren 1926 den schottischen Pokal. Später war er zwischen 1928 und 1935 beim FC Liverpool eine feste Größe und zeitweise Mannschaftskapitän, bevor er sich 1936 mit dem AFC Sunderland die englische Meisterschaft sicherte.

## Sportlicher Werdegang
Morrison wurde in der schottischen Verwaltungsgrafschaft Ayrshire geboren und nach ersten fußballerischen Erfahrungen bei Troon Athletic etablierte er sich ab 1924 beim Erstligisten FC St. Mirren auf der Position des rechten Außenläufers. In einem Zeitraum von knapp vier Jahren war er bei dem in Paisley beheimateten Klub Stammspieler und gewann im April 1926 über einen 2:0-Finalsieg gegen Celtic Glasgow den schottischen Pokal. Sein Ruf schallte schließlich über die schottisch-englische Grenze hinaus, zumal er am 2. April 1927 sein erstes (und einziges) Länderspiel für Schottland gegen England (1:2) bestritten hatte. So wechselte er im Februar 1928 für eine Ablösesumme von 4.000 Pfund zum englischen Erstligisten FC Liverpool, der damals von Matt McQueen betreut wurde.
In den verbliebenen Partien der Saison 1927/28 absolvierte Morrison, dessen Passspiel als außerordentlich gut ausgeprägt galt, noch 15 Ligapartien und in den insgesamt siebeneinhalb Jahren war Morrison eine feste Größe der „Reds“. In der Spielzeit 1928/29 verpasste er keine einziges Partie und in den anschließenden fünf Jahren lag sein Durchschnitt bei 36 Meisterschaftseinsätzen. Dazu vertrat er ab 1930 Jimmy Jackson als Kapitän der Mannschaft. Morrison galt als sehr diszipliniert und zuverlässig, bevor in der Saison 1934/35 sein Leben eine unerwartete Wendung nahm. Zunächst sperrte ihn sein Klub im August 1934 ohne Angabe von Gründen und während sich in dieser Zeit Ted Savage auf seiner Position etablierte, musste sich Morrison im November 1934 einer Blinddarmoperation unterziehen. Im Februar 1935 verschwand er schließlich spurlos, nachdem er einem Spiel der Reservemannschaft ferngeblieben war, und im März meldete ihn der FC Liverpool offiziell als vermisst. Zwar kehrte er später zurück, aber Morrison lief nie wieder für Liverpool auf. Im November 1935 wechselte er dann zum Erstligakonkurrenten AFC Sunderland.
Sein Comeback bei den „Black Cats“ verlief erfolgreich und mit 21 Ligapartien trug er maßgeblich zum Gewinn der englischen Meisterschaft bei. Im Anschluss an den Titelerfolg verschwand Morrison ein weiteres Mal spurlos und hinterließ bei den Feierlichkeiten Frau und Kind. Zu dieser Zeit kam in der kleinen Ortschaft Gamlingay ein Mann mit dem Namen „Jock Anderson“ samt Gefolge an. Die Neuankömmlinge verdingten sich als Erntehelfer oder Wanderarbeiter und als „Anderson“ in der Region dem Fußballhobby frönte, sprachen sich seine Leistungen herum. Der neue Mittelstürmer verhalf der Mannschaft zu unverhofften Erfolgen, bevor er im Dezember 1936 von dort verschwand. Die Zeitung Cambridge Independent fand im selben Monat Andersons Identität mit Tom Morrison heraus, nachdem dieser vier Tage zuvor in einem Gericht in Sunderland verurteilt worden war, seine Ehefrau mittellos hinterlassen zu haben.
Vor Beginn der Saison 1936/37 heuerte er in Schottland bei Ayr United an, aber bevor er dort zu einem Einsatz kam, wurde er angeklagt, in ein unbewohntes Haus eingebrochen zu sein. Er hatte das Cottage mit Freunden für eine längere Zeit bewohnt und sogar Einrichtungsgegenstände verkauft. Sein neuer Verein widerrief umgehend Morrisons Spielberechtigung und dieser zog weiter nach Irland. Dort spielte er noch für den Drumcondra FC, bevor er nach einem komplizierten Beinbruch im März 1939 die Fußballerlaufbahn beendete – im August 1939 sprach ihm hierfür ein Gericht in Dublin eine Entschädigungszahlung zu. Später arbeitete er noch als Trainer in Irland, bevor er nach dem Zweiten Weltkrieg wieder nach England zog und in Biggleswade in der Brauerei Greene King arbeitete. Er verstarb im Jahr 1980.

## Titel/Auszeichnungen
- Englischer Fußballmeister (1): 1936
- Schottischer Pokalsieger (1): 1926